# Béla Zsitnik
Dans le nom hongrois Zsitnik Béla, le nom de famille précède le prénom, mais cet article utilise l’ordre habituel en français Béla Zsitnik, où le prénom précède le nom.
Béla Zsitnik, né le 17 décembre 1924 à Győr et mort le 12 janvier 2019, est un rameur d'aviron hongrois.

## Palmarès

### Jeux olympiques
- Londres 1948
  -  Médaille de bronze en deux barré[2]